# 踏面ブレーキ

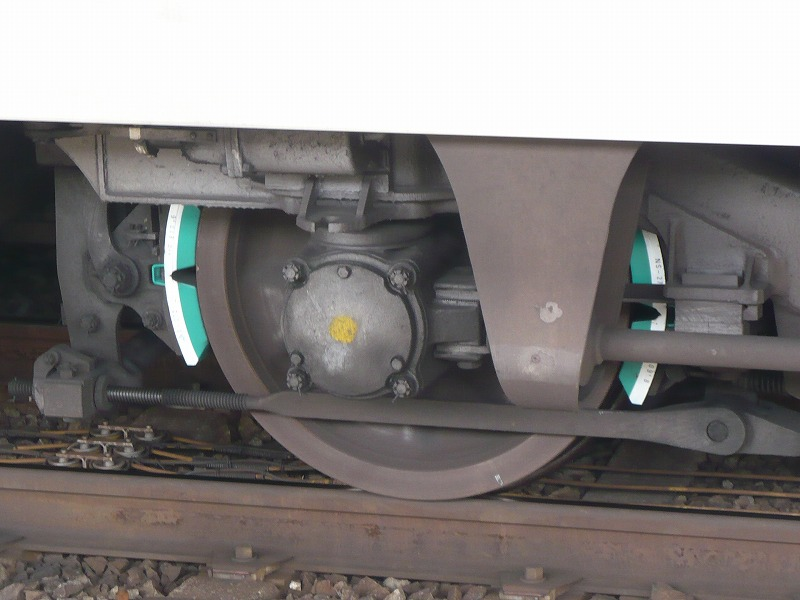
東京地下鉄6000系の両抱き式踏面ブレーキ

踏面ブレーキ（とうめんブレーキ）とは、鉄道車両の車輪のレールと接する面（踏面）に摩擦材を押し付けて減速させる制動方式で、摩擦ブレーキの一種。近年は構造を簡素化したユニットブレーキと呼ばれるものが使用されている。
鉄道車両の最初期から使われたブレーキで、木製、鋳鉄製、レジン製などの制輪子（ブレーキシュー）と呼ばれるものを人力、空気圧などで踏面に押しつける。
踏面の汚れや異物などを排除して最大粘着力を向上できる利点がある。また、制動力以外の利点として、踏面のよごれが少ないため軌道回路に及ぼす悪影響が少ない。半面、車輪とレールとの粘着以上には制動力は出せない、摩擦により踏面が摩耗し車輪の寿命が短くなる、下り勾配での長時間の連続使用では輪心に焼きばめした車輪（タイヤ）が摩擦熱で膨張し緩むなどの欠点がある。
ディスクブレーキやレールブレーキ、電気ブレーキなど、踏面ブレーキの欠点を改善する制動方式が開発されているが、現在でも最も基本的なものとして、多くの車両に装備されている。

## 制輪子の種類
制輪子の素材によっていくつかの種類が存在する。

### 鋳鉄制輪子（普通鋳鉄制輪子）
初期の頃から広く使われている制輪子。後に登場する特殊素材を使用した制輪子と区別して先頭に"普通"をつけるケースがある。
速度によって摩擦力に差が生じ、停車直前になってブレーキ力が上昇する。列車を停車させる際にブレーキ力を弱める理由としてはこの現象が一つに挙げられる。
降雪地では、制輪子と車輪の間に雪が入り込んで制動力を落とす「雪噛み」を防ぐため、走行中も制輪子を常に軽く車輪に当てて発熱させ、接触面の着雪を防ぐ「耐雪ブレーキ」が採用されている車両があるが、発熱しやすく蓄熱量も多い鋳鉄制輪子や後述の特殊鋳鉄制輪子はこの用途に向いている。

### レジン制輪子
鋳鉄に合成樹脂などを添加した制輪子。
先述の鋳鉄制輪子と比べて摩擦係数は若干低くなるものの、速度による摩擦力はほぼ一定となるため、電気ブレーキとの連携がよく、自動運転とも組み合わせやすいほか、制輪子自体の質量を小さくすることが出来る。
一方で、車輪の踏面が鏡面のように磨き上げられるため、粘着力が不足し、空転や滑走が起こりやすくなり、車輪にフラットが生じやすくなる傾向がある。また、レール上面が錆びていたり汚れている場合、導電性が悪くなり、軌道回路が形成されなくなり、信号が誤作動を起こすことがある。そのため2両編成以下の列車には、あえて鋳鉄制輪子付きの車両を使用する場合がある。
これらの欠点をカバーするため、レジンの中に鋳鉄のブロックを埋め込んだ制輪子も作られており、「増粘着制輪子」等と呼ばれる。

### 特殊鋳鉄制輪子
鋳鉄にリン・マンガン・モリブデンを添加した制輪子。
普通鋳鉄制輪子よりも摩擦係数が大きく、制動距離を縮めることが出来るため、レジンシューが適さない降雪地帯の一部事業者では、高速運転を行う車両に用いられる。

## 機構
制動時の制輪子の押し当て方により、両抱き式踏面ブレーキ（クラスプブレーキ）と片押し式踏面ブレーキ（シングルブレーキ）の2種類がある。
両抱き式は、1つの車輪に対し、2つの制輪子を使用する。
特に電気ブレーキがない時代には制輪子だけで車両を制動させていたため、片押し式よりも制輪子の減りが遅いという利点があった。ただし、下記の片押し式と比べて機構が複雑化し、部品点数が増える、制輪子の数が多いため保守に手間がかかる、台車全体が大形化し、重量が増えるという欠点がある。
一方、片押し式は、1つの車輪に対し、制輪子は1つのみとなる。
両抱き式よりも構造が簡単で軽量化が図れる利点がある。電気ブレーキの発達で、両抱き式を片押し式採用に変更する事業者もあった。
ただし、片押し式は車軸の軸受がコロ軸受であることが必須であり、制輪子の動く横方向を含む荷重を考慮しない平軸受では使用できない。また片押し式は軸ばねのある台車については、軸ばり式やSUミンデン式など、軸箱案内装置の案内にガタや摩擦が生じにくいタイプでない場合、問題が発生するケースがある。軸箱守式の国鉄DT18形台車採用のキハ44500形気動車では当初両抱き式だったものが、ブレーキ時の軸ばねロックによる著しい乗り心地悪化の回避として片押し式に改造された。
なお、片押し式は次に述べるユニットブレーキと呼ばれるものへ発展している。

## ユニットブレーキ
ユニットブレーキとは、ブレーキシリンダと制輪子の取り付け部が一体となった片押し踏面式ブレーキのことである。
この方式は、ブレーキシリンダ、ブレーキてこ、シューヘッドなどの機構を一体化することで構造の簡素化、小形化、軽量化、整備時間の短縮などが図れる利点がある。機能的には（ユニット形の）片押し式踏面ブレーキであるが、単にユニットブレーキと呼ばれる。また、ユニットブレーキを両抱き式の配置として使用している車両もある（両抱き式のユニットブレーキ）。
従来のブレーキシリンダを用いた複雑なリンク機構を作用させる従来方式（リンク式）と比較して、ブレーキシリンダとブレーキシューが一体となっていることから、ブレーキ作用時の応答性は高くなっている。特にATO装置を使用した運転路線の場合、駅停車時には頻繁なブレーキノッチ操作（手動7段をATO使用時には31段の多段ステップ化）を行うため、従来のリンク式より反応性が高いユニットブレーキが適している。
。
さらに制輪子が摩滅した場合でも、自動で車輪踏面と制輪子の隙間を一定に保つ「自動隙間調整機構」が実装されており、隙間の調整が不要となることで保守の容易化を図ることができる。
採用時期の早いものでは営団地下鉄（現・東京地下鉄）において1961年（昭和36年）登場の日比谷線用3000系や1964年（昭和39年）登場の東西線用5000系にセミユニットブレーキ方式が採用されている。これは台車構造の簡素化と保守性の向上が目的とされている。営団地下鉄ではこれ以降、ユニットブレーキ方式の開発を継続し、1988年（昭和63年）登場の日比谷線用03系や東西線用の05系において本格的な採用が開始されている。
また、日本国有鉄道（国鉄）では1980年（昭和55年）に新製した201系試作車の一部車両においてユニットブレーキが採用されている。ただし、量産車では不採用となり、試作車においても量産化改造時に撤去している。
その他の私鉄では2000年代以降に製造された通勤形車両ではこのブレーキシステムを採用しているものが多い。
JRでは、電気機関車のEH200形や貨車のコキ107形、コキ200形などで採用されている。

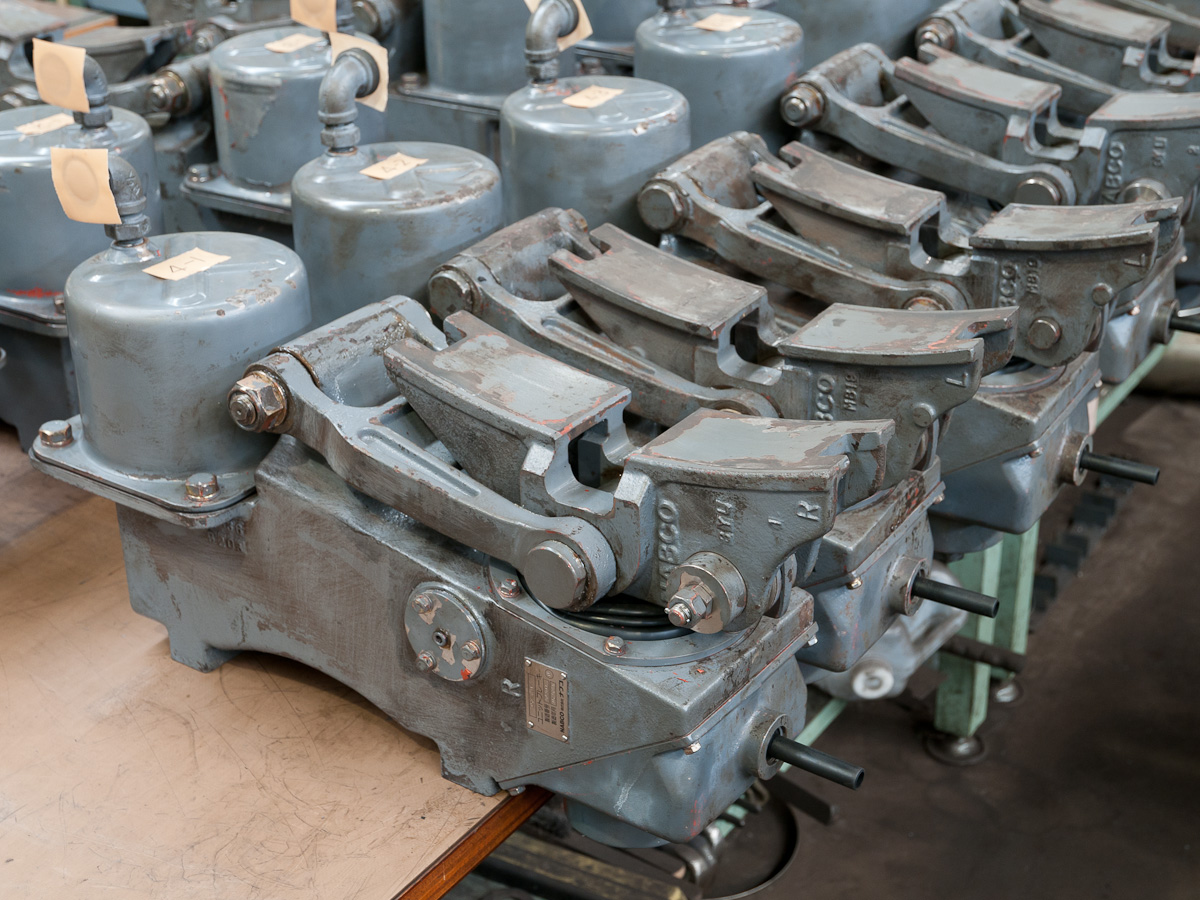
保守のために取外され並べられたユニットブレーキ。
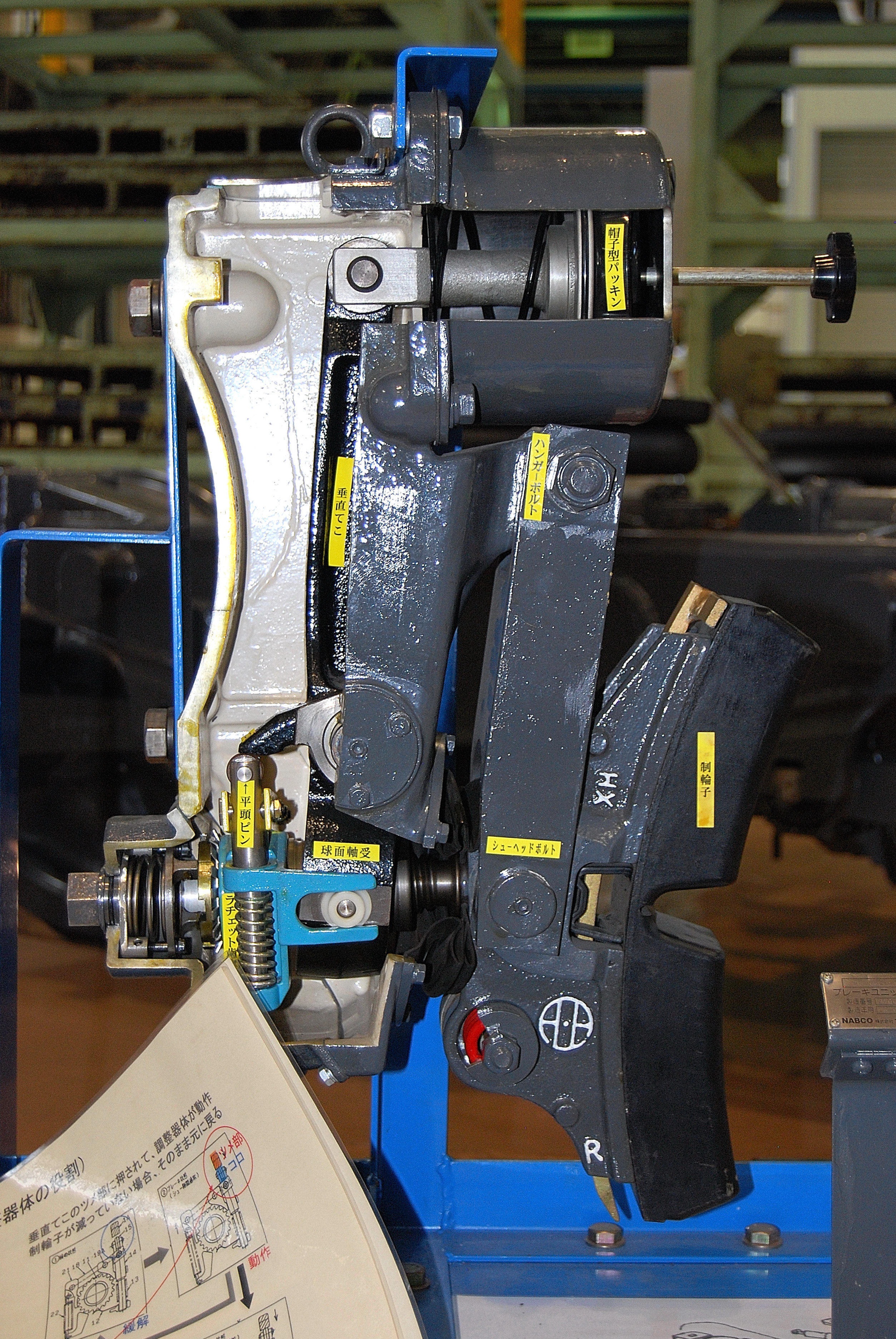
ユニットブレーキのカットモデル、左下に組み込まれている物が自動隙間調整機構の調整器体。